# NGC 3281
NGC 3281 је спирална галаксија у сазвежђу Шмрк (Пумпа) која се налази на NGC листи објеката дубоког неба.
Деклинација објекта је - 34° 51' 16" а ректасцензија 10h 31m 52,2s. Привидна величина (магнитуда) објекта NGC 3281 износи 11,9 а фотографска магнитуда 12,7. NGC 3281 је још познат и под ознакама ESO 375-55, MCG -6-23-50, AM 1029-343, IRAS 10295-3435, PGC 31090.